# Couvent de la Visitation du Puy-en-Velay
Pour les articles homonymes, voir Couvent de la Visitation.
Le couvent de la Visitation du Puy-en-Velay est un monument situé dans la ville du Puy-en-Velay dans le département de la Haute-Loire.
Le couvent comprenant la chapelle en totalité avec le bâtiment contenant le chœur des religieuses et le vestibule d'accès, ainsi que les jardins avec leur mur de clôture, le bassin, le lavoir et l'oratoire sont inscrits au titre des monuments historiques par arrêté du 21 mars 2005.